# Роза гладкая
Роза гладкая, или шиповник гладкий (лат. Rósa laevigata) — вид рода Шиповник семейства розовые.

## Ареал
Растения встречаются в Китае в провинциях Аньхой, Фуцзянь, Гуандун, Гуйчжоу, Хайнань, Хубэй, Хунань, Цзянсу, Цзянси, Шаньси, Сычуань, Юньнань и Чжэцзян, а также в Китайской Республике.

## Биологическое описание
Вечнозелёные кустарники до 5 метров в высоту. Веточки фиолетово-коричневого цвета; колючки изогнутые, до 4 мм, плоские.
Листья (включая черешок) 5—10 см; прилистники ланцетные, на вершине заострённые; листочки эллиптическо-яйцевидные, обратнояйцевидные или ланцетно-яйцевидные, кожистые, на верхушке острые или округлые, тупые.
Цветки одиночные, пазушные, 5—10 см в диаметре; цветоножки 1,8—2,5 см; прицветники отсутствуют. Чашелистиков 5, лепестков 5; чашелистики немного короче лепестков, яйцевидно-ланцетные, листовидные; лепестки полумахровые или двойные, белого цвета, широкообратнояйцевидные, в основании широко клиновидные, на вершине выемчатые.

## Экология
Растения встречаются в зарослях кустарников, в открытых горных областях, на открытых полях, сельхозугодьях на высоте 200—1600 метров над уровнем моря.

## Использование

### Использование в виноделии
Из плодов растения получают сахар; плоды используются для брожения вина.

### Использование в медицине
Корни, листья и плоды растения используются в лечебных целях.

## В символике
Rosa laevigata, известная также как Роза чероки (англ. Cherokee Rose), является цветочным символом американского штата Джорджия.